# 渡貫良治
渡貫 良治（わたぬき りょうじ、1894年（明治27年） - 1958年（昭和33年）10月21日）は、日本のジャーナリスト。元読売新聞論説委員。元長崎日日新聞社社長。第14・15・17代長崎新聞社社長。

## 経歴
- 千葉県出身。
- 長崎日日新聞社企画局長などを歴任。
- 1944年（昭和19年）　長崎日日新聞社出版企画委員長兼厚生局長。
- 1946年（昭和21年）　長崎日日新聞社社長。
- 1947年（昭和22年）　GHQによる公職追放政策で長崎新聞社社長を退任。
- 1951年（昭和26年）　GHQ占領政策の転換で解除となり長崎新聞社社長に復帰。
- 1952年（昭和27年）　ラジオ長崎（現：長崎放送）設立時役員。

## 著書
- 『時局問題の新解説』1939年（昭和14年）・創造社・研文書院
- 『急がばまわれ』1940年（昭和15年）6月・科学主義工業第4巻6号
- 『愛児の為の学校の選び方に就いて-識者の御意見と御母親方の御経験』1931年（昭和6年）・「料理の友」第十九巻第三号
- 『太陽が落ちる』長崎新聞